# Halenia hygrophila
Halenia hygrophila är en gentianaväxtart som beskrevs av Ernest Friedrich Gilg. Halenia hygrophila ingår i släktet Halenia och familjen gentianaväxter. Inga underarter finns listade i Catalogue of Life.